# Ambad
Ambad es una ciudad y  municipio situada en el distrito de Jalna en el estado de Maharashtra (India). Su población es de 31553 habitantes (2011). Se encuentra a 427 km de Bombay.

## Demografía
Según el censo de 2011 la población de Ambad era de 31553 habitantes, de los cuales 15950 eran hombres y 15603 eran mujeres. Ambad tiene una tasa media de alfabetización del 77,47%, inferior a la media estatal del 82,34%: la alfabetización masculina es del 83,66%, y la alfabetización femenina del 71,17%.